# Рівненський економіко-гуманітарний та інженерний коледж
Рівненський Економіко-Гуманітарний та Інженерний Коледж (РЕГІк) — приватний вищий навчальний заклад I рівня акредитації.
Знаходиться у м. Рівне. Заснований на базі Міжнародного економіко-гуманітарного університету імені академіка Степана Дем'янчука.
Рівненський економіко-гуманітарний та інженерний коледж створено 2002 року. Це перший приватний вищий навчальний заклад I рівня акредитації у місті Рівному.

## Спеціальності
Освітньо-кваліфікаційний рівень — «молодший спеціаліст»:
- Правознавство
- Розробка програмного забезпечення
- Обслуговування комп'ютерних систем та мереж
- Початкова освіта
- Дошкільна освіта
- Соціальна робота
- Фізичне виховання
- Фінански і кредит
- Економіка та підприємництво

Вступити до закладу можна після закінчення 9 класу загальноосвітньої школи і здобути вищу освіту освітньо-кваліфікаційного рівня «молодший спеціаліст» через 3–4 роки, а випускникам 11 класу — через 2–3 роки.
Випускники професійно-технічних закладів мають змогу здобути освітньо-кваліфікаційний рівень «молодший спеціаліст» за спорідненими спеціальностями за скороченими термінами навчання.

## Адреса
м. Рівне, вул. Біла, 5а;